# Ivan Skerlev
Ivan Skerlev (tiếng Bulgaria: Иван Скерлев; sinh 28 tháng 1 năm 1986 ở Haskovo) là một cầu thủ bóng đá Bulgaria hiện tại thi đấu cho Etar Veliko Tarnovo ở vị trí hậu vệ. He plays mainly as a central defender, and can also play at right back.